# Amanaki Lelei Mafi
Amanaki Lelei Mafi (Nuku'alofa, el 11 de enero de 1990) es un jugador japonés de rugby, nacido en Tonga y que juega para la Japón internacionalmente. Su posición es la de número ocho.
Ha sido seleccionado para jugar la Copa Mundial de Rugby de 2015.  En el segundo partido, contra Escocia, anotó el único ensayo de su equipo, que perdió 10-45; en el minuto 44 salió del campo, siendo sustituido por Hendrik Tui. Mafi anotó otro ensayo en la victoria de su equipo sobre Estados Unidos 28-18, en el último partido del mundial para Japón.